# Александрова, Людмила Николаевна
Людмила Николаевна Александрова (18 августа 1908, Владивосток — 11 июля 1983, Пушкин, Ленинград) — советский учёный-почвовед, доктор сельскохозяйственных наук, лауреат Государственной премии СССР.

## Биография
Людмила Александрова родилась 18 августа 1908 года в семье военного в городе Владивостоке Приморской области, ныне город — административный центр Приморског края. Отец после Октябрьской революции был командиром РККА, а демобилизовавшись — гидрологом; мать — из крестьян, медсестра; брат четырьмя годами младше.
По долгу службы отца семья часто меняла место жительства. За годы учебы девочке пришлось учиться в 5 городах — поступив в гимназию Рыбинска (1916), она окончила среднюю школу в Чите (1924), однако отлично успевала, брала уроки игры на фортепиано и балетных танцев.
Окончила агрономическое отделение факультета сельского и лесного хозяйства Дальневосточного университета (1929), и была направлена на Приморскую сельскохозяйственную опытную станцию, где работала ассистентом ещё в студенческие годы.
С 1930 года работала в лаборатории академика К. К. Гедройца Почвенного института АН СССР в Ленинграде (после перевода Почвенного института в Москву перешла в Ленинградское отделение ВИУА): химик-аналитик, с 1934 г. старший научный сотрудник.
Окончила аспирантуру ЛГУ у профессора С. П. Кравкова и в 1936—1942 годах работала там же сначала ассистентом, а затем доцентом кафедры почвоведения.
С мая 1940 года по совместительству преподавала в Пушкинском сельскохозяйственном институте (ПСХИ). В декабре того же года утверждена в звании доцента.
После начала Великой Отечественной войны участвовала в строительстве оборонительных сооружений вокруг города (рыла окопы). В январе 1942 г. эвакуирована в г. Курган, где преподавала химию и почвоведение в сельскохозяйственном техникуме. С ноября 1943 года доцент кафедры почвоведения Московского государственного университета.
В июле 1944 года вернулась в Ленинград, работала в ПСХИ. После смерти профессора М. И. Рожанца с августа 1948 года стала и. о. заведующей кафедрой почвоведения, в 1949 году ее избрали на должность заведующей (ПСХИ после объединения с Ленинградским сельскохозяйственным институтом (ЛСХИ) получил его название). Возглавляла кафедру почвоведения ЛСХИ 30 лет — до октября 1978 года, затем занимала должность профессора.
С 1953 по 1962 год избиралась депутатом Ленинградского областного Совета депутатов трудящихся и возглавляла сельскохозяйственную комиссию.
Доктор сельскохозяйственных наук (1953, тема диссертации «Перегнойные вещества и процессы их взаимодействия с минеральной частью почвы»).
Участвовала в работе VII (США), VIII (Румыния) и X (СССР) Международных конгрессов почвоведов, Всесоюзных съездов (III–VI), различных конференций и симпозиумов. Не один десяток лет возглавляла Ленинградский филиал ВОП, являлась почетным членом ВОП и входила в МОП.
Л.Н. Александрова возглавляла научно-исследовательские работы кафедры по хоздоговорным тематикам. Важнейшие из них: определение оптимальных доз органических удобрений для почв хозяйств Калининской области (1975–1979) и изучение возможности использования переработанных бытовых отходов и их производных в качестве удобрений (1977–1983). Были исследования дерново-подзолистых почв при плантационном выращивании леса в Ленинградской области и почв польдеров Калининградской области, а также природы органического вещества бокситов Казахстана (методическая работа). Многие годы руководила почвенной съемкой в Архангельской, Ленинградской, Вологодской, Псковской, Владимирской, Костромской областях и Ставропольском крае. Глубоко осмыслив наследие корифеев педологии, она представила статьи о научных достижениях К.Д. Глинки (1967) и В.В. Докучаева (1983).
Была председателем Пушкинского отделения Всесоюзного общества «Знание» и входила в президиум Ленинградской областной организации этого общества. Она сотрудничала с редакцией институтской газеты, где печатались как ее заметки, освещающие насущные вопросы студенческой и кафедральной жизни, так и статьи, посвященные различным аспектам почвенной науки.
Людмила Николаевна Александрова умерла 11 июля 1983 года, похоронена на Казанском кладбище города Пушкин Пушкинского района города Ленинграда, ныне Санкт-Петербург.

## Награды и звания
- Заслуженный деятель науки РСФСР, 1969 год.
- Государственная премия СССР, как один из авторов учебника «Почвоведение», 1977 год.
- Орден Трудового Красного Знамени, дважды, 1961 год и 1966 год.
- Три медали СССР и медали ВДНХ[1].

Решением Учёного совета Санкт-Петербургского государственного аграрного университета от 19 апреля 1996 года кафедре почвоведения присвоено имя Л. Н. Александровой.

## Научные труды
- Лабораторно-практические занятия по почвоведению : учеб. пособ. для ВУЗов / Л. Н. Александрова, О. А. Найденова; под ред. Л. Н. Александровой. — М., Л. : Сельхозгиз, 1957. — 214 с. : ил. — (Учебники и учебные пособия для вузов).
- Лабораторно-практические занятия по почвоведению : учеб. пособ. для ВУЗов / Л. Н. Александрова, О. А. Найденова; под ред. Л. Н. Александровой. — 4-е изд., перераб. и доп. — Л. : Агропромиздат, Ленингр. отд-ние, 1986. — 295 с. : ил. — (Учебники и учебные пособия для вузов).
- Почвоведение : учебник для ВУЗов по спец. «Агрохимия и почвоведение» / И. С. Кауричев, Л. Н. Александрова др. ; под ред. И. С. Кауричева . — 3-е изд., перераб. и доп. — М. : Колос, 1982. — 496 с. : ил. — (Учебники и учебные пособия для высших сельскохозяйственных учебных заведений)
- Практикум по основам геологии : учеб. пособ. для сельскохозяйственных ВУЗов / Л. Н. Александрова, О. А. Найденова, О. В. Юрлова. — М. : Высшая школа, 1966. — 151 с.
- Органическое вещество почвы и процессы ее трансформации [Текст] / Л. Н. Александрова. — Л. : Наука : Ленингр. отд-ние, 1980. — 287 с. : ил.; 22 см.